# وسلبرو (مین)
وسلبرو، مینه (به انگلیسی: Vassalboro, Maine) یک سکونتگاه مسکونی در ایالات متحده آمریکا است که در شهرستان کنبک، مین واقع شده‌است.

## خصوصیات
وسلبرو ۱۲۳٫۸۳ کیلومترمربع مساحت و ۴٬۳۴۰ نفر جمعیت دارد و ۴۰ متر بالاتر از سطح دریا واقع شده‌است.